# Brzezie (Starachowice)
Pour les articles homonymes, voir Brzezie.
Brzezie est une localité polonaise de la voïvodie de Sainte-Croix et du powiat de Starachowice.